# Calicogorgia
Calicogorgia är ett släkte av koralldjur. Calicogorgia ingår i familjen Acanthogorgiidae.
Kladogram enligt Catalogue of Life:
| Calicogorgia | \| \| Calicogorgia granulosa \| \| \| \| \| \| Calicogorgia investigatoris \| \| \| \| \| \| Calicogorgia rubrotincta \| \| \| \| \| \| Calicogorgia sibogae \| \| \| \| \| \| Calicogorgia tenuis \| \| \| \| |
|              | \| \| Calicogorgia granulosa \| \| \| \| \| \| Calicogorgia investigatoris \| \| \| \| \| \| Calicogorgia rubrotincta \| \| \| \| \| \| Calicogorgia sibogae \| \| \| \| \| \| Calicogorgia tenuis \| \| \| \| |
|              | Acanthogorgia |
|              | |
|              | Anthogorgia |
|              | |
|              | Callicigorgia |
|              | |
|              | Cyclomuricea |
|              | |
|              | Muricella |
|              | |
|              | Calicogorgia granulosa |
|              | |
|              | Calicogorgia investigatoris |
|              | |
|              | Calicogorgia rubrotincta |
|              | |
|              | Calicogorgia sibogae |
|              | |
|              | Calicogorgia tenuis |
|              | |

|  | Calicogorgia granulosa      |
|  |                             |
|  | Calicogorgia investigatoris |
|  |                             |
|  | Calicogorgia rubrotincta    |
|  |                             |
|  | Calicogorgia sibogae        |
|  |                             |
|  | Calicogorgia tenuis         |
|  |                             |